# Angelos Evangelou
Angelos Evangelou (* 23. Juli 1983) ist ein griechischer Fußballschiedsrichter.
Evangelou ist seit Februar 2019 Schiedsrichter in der griechischen Super League und hat in dieser bislang über 90 Spiele geleitet.
Seit 2022 steht Evangelou als Videoschiedsrichter auf der Liste der FIFA-Schiedsrichter und ist an der Spielleitung internationaler Fußballpartien beteiligt. Er war als Videoschiedsrichter bei der U-17-Weltmeisterschaft 2023 in Indonesien im Einsatz.